# Fontaine Le Cracheur
La fontaine Le Cracheur est une fontaine d'eau potable à haut débit se situe à l'angle de la rue des Pierres et de la Rue du Marché au Charbon, dans le centre de Bruxelles.
Elle a été inaugurée en 1704, mais le nom du sculpteur reste inconnu.